# Martin Kolář (fotbalista)
Martin Kolář (* 18. září 1983, Praha, Československo) je český fotbalový záložník, od července 2014 hrál v FC Elseremo Brumov.

## Klubová kariéra
Svoji fotbalovou kariéru začal v Sokolu Stodůlky, odkud ještě jako dorostenec přestoupil v roce 1997 do Bohemians Praha 1905. O 5 let později se propracoval do prvního mužstva a v roce 2002 zamířil na své první zahraniční angažmá do belgického Anderlechtu. Na podzim 2005 hostoval ve Stoke City a jarní část ročníku 2005/06 strávil v KVC Westerlo. Poté hrál půl roku za AC Ajaccio, kde hostoval. V roce 2007 zamířil do Helsingborgs IF. Následně hrál za kyperské týmy AEP Pafos a Apollon Limassol. V únoru 2013 se vrátil do Bohemians, kde před sezonou 2014/15 skončil. Pak odehrál další zápasy v FC Brumově. Kde také skončil svou hráčskou kariéru. Dále se však fotbalu věnuje jako trenér. Nejprve v Brumově poté v Bojkovicích a v současnosti ve Slavičíně.

## Reprezentační kariéra
Hrál za české reprezentační výběry U19 a U21.